# Schöpfl
Schöpfl er med 893 moh. det højeste bjerg i Wienerwald i Niederösterreich.
Bjergtoppen ligger på grænsen mellem distrikterne Baden og St. Pölten-Land i kommunen Klausen-Leopoldsdorf. Bjerget udgør endvidere kilden til floden Schwechat.
På toppen af det skovdækkede bjerg ligger et udkigstårn, som muliggør et 100 km udsyn til de Nordlige Kalkalper mod vest og Karpaterne mod øst.
I 882 meters højde på Mitterschöpfl ligger Leopold Figl-observatoriet, der hører under Wiens Universitet. Dets største instrument er et teleskop med et hovedspejl på 1,6 m, der blev konstrueret i 1960'erne. Et nyere tårn er endvidere bygget til nogle mindre astrofysiske teleskoper.